# Casa Locati
La Casa Locati è un edificio storico di Milano situato in via Giovanni Bellezza al civico 7.

## Storia
Il palazzo venne eretto tra il 1928 e il 1930 secondo il progetto dell'architetto Angelo Angelini.

## Descrizione
L'edificio occupa un lotto d'angolo tra la via Giovanni Bellezza e la via Giulietta Pezzi nel centro di Milano. 
Il palazzo presenta uno stile eclettico ed è caratterizzato da un elaborato apparato decorativo. L'ampio portone di ingresso è ad arco a pieno centro, con la chiave di volta impreziosita da un mascherone. Quest'ultimo funge inoltre da parte terminale di una mensola che sorregge il sovrastante balconcino a pianta semicircolare.